# Wladislaw Leonidowitsch Torop
Wladislaw Leonidowitsch Torop (russisch Владислав Леонидович Тороп; * 7. November 2003 in Moskau) ist ein russischer Fußballtorwart.

## Karriere

### Verein
Torop begann seine Karriere bei ZSKA Moskau. Im August 2019 stand er erstmals im Profikader von ZSKA, in der Saison 2019/20 kam er aber nicht zum Einsatz. Zur Saison 2020/21 wurde er fester Teil der Profimannschaft ZSKAs, als Ersatztormann hinter Igor Akinfejew blieb er aber weiterhin ohne Einsatz. Im September 2021 gab er im Cup gegen Senit Ischewsk schließlich sein Profidebüt. Sein Debüt in der Premjer-Liga folgte im Mai 2022 gegen den FK Sotschi. In der Saison 2021/22 war dies sein einziger Einsatz in der höchsten russischen Spielklasse.

### Nationalmannschaft
Torop spielte ab der U-15 seit 2018 für sämtliche russische Jugendnationalteams.